# Bothriurus delmari
Espèce
Bothriurus delmari est une espèce de scorpions de la famille des Bothriuridae.

## Distribution
Cette espèce est endémique de Bahia au Brésil. Elle se rencontre à Morro do Chapéu dans le parc d'État de Morro do Chapéu.

## Description
Le mâle holotype mesure 24,0 mm et la femelle paratype 25,9 mm.

## Étymologie
Cette espèce est nommée en l'honneur de Delmar Lopes Alvim.

## Publication originale
- Santos-Da-Silva, Carvalho & Brescovit, 2017 : Two new species of Bothriurus Peters, 1861 (Scorpiones, Bothriuridae) from Northeastern Brazil. Zootaxa, no 4258(3), p. 238-256.